# Bernhard Fleissig
Bernhard (Bernát) Fleissig (nascut el 1853, a Hongria – mort el 7 de març de 1931, a Viena) fou un jugador d'escacs jueu hongarès, nascut en territori del llavors Regne d'Hongria, dins l'Imperi Austríac. Era el germà petit de Max Fleissig.
|  |

## Resultats destacats en competició
Tot i que no va ser un jugador molt destacat, Bernhard Fleissig formava part de la munió de jugadors que varen contribuir al gran èxit dels escacs a l'Europa central de les darreries del segle xix, i participà en alguns torneigs rellevants. Per exemple, fou 18è al Torneig Internacional de Viena 1882 (els guanyadors foresn Wilhelm Steinitz i Szymon Winawer), fou 2n, rere Vincenz Hruby, a Viena 1882, i empatà als llocs 2n-3r amb Johann Hermann Bauer però perdé el play-off de desempat contra ell (0–2) a Viena 1890 (el campió fou Max Weiss).

## Contribucions a la teoria dels escacs
El seu nom és vinculat a la Variant Fleissig de l'obertura escocesa (1.e4 e5 2.Cf3 Cc6 3.d4 exd4 4.Cxd4 Ac5 5.Ae3 Df 6.c3 Cge7 7.Cc2).

## Partides destacades
- Bernhard Fleissig-Schlechter, Viena 1895, Obertura polonesa: General (A00), 0-1; Aquesta derrota de Bernhard Fleissig és alhora una de les partides més famoses de Schlechter, una brillant producció en què les negres sacrifiquen les dues torres i els dos alfils.